# Morger & Degelo
Morger & Degelo war ein Schweizer Architekturbüro mit Sitz in Basel. Es wurde 1988 gegründet und bestand bis 2005.

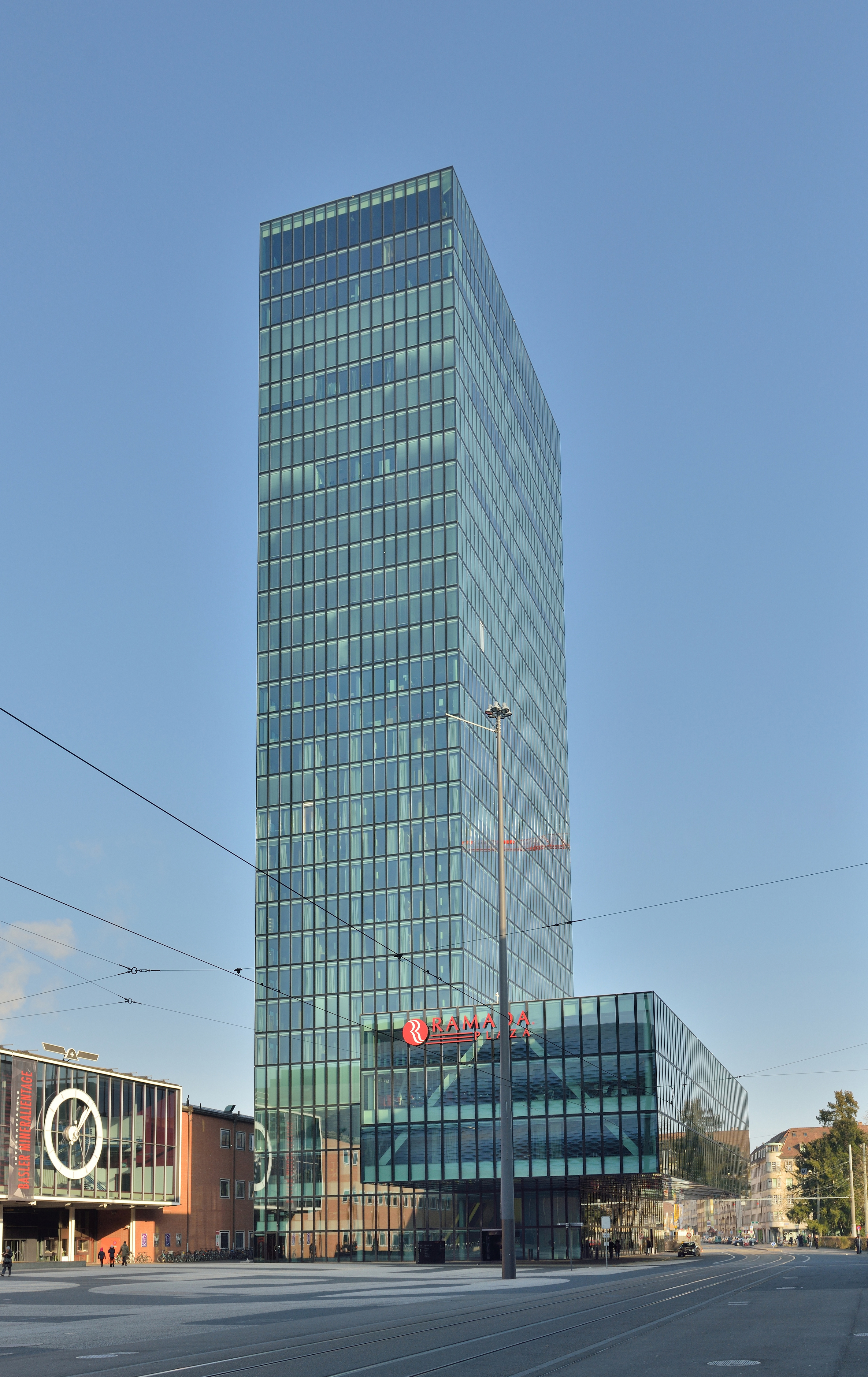
Basler Messeturm

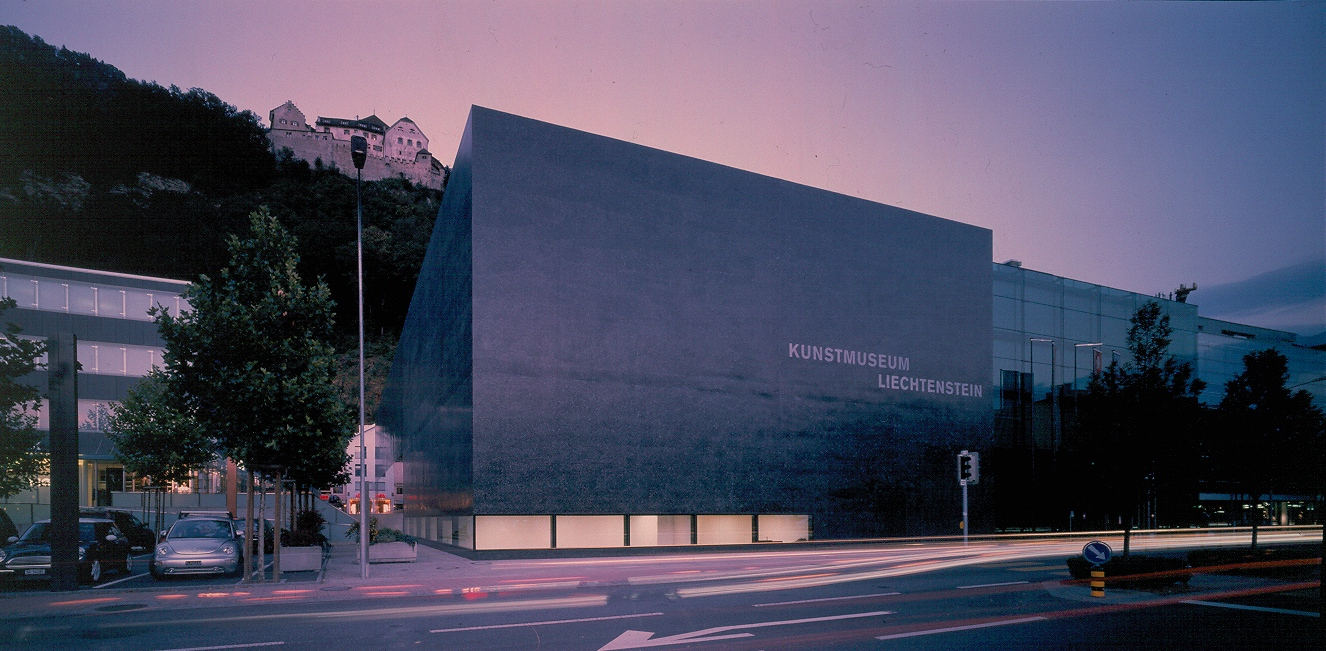
Kunstmuseum Liechtenstein in Vaduz

Bekannt wurde das Büro für seine minimalistische Architektursprache und mit Präzision ausgeführten Gebäude. Die Bauten des Büros wurden vielfach international publiziert und ausgezeichnet. Zu den bekanntesten Gebäuden von Morger & Degelo gehören das Kunstmuseum Liechtenstein in Vaduz, der Messeturm Basel, das Musikmuseum in Basel sowie diverse Wohnungsbauten. Mit Beschluss der Generalversammlung vom 25. Juni 2005 wurde die Gesellschaft aufgelöst. Seit der Trennung der beiden Partner, Meinrad Morger und Heinrich Degelo, werden die Aktivitäten unter den beiden voneinander unabhängigen Büros Morger Partner Architekten und Degelo Architekten, beide mit Sitz in Basel, weitergeführt.